# 2020年東京オリンピックのバングラデシュ選手団
2020年東京オリンピックのバングラデシュ選手団は、2021年7月23日から8月8日にかけて日本の首都東京で開催された2020年東京オリンピックのバングラデシュ選手団、およびその競技結果。

## アーチェリー
- 1名[1]